# Country Dreamer
Country Dreamer è un brano di Paul McCartney, pubblicato dai Wings come lato B del 45 giri Helen Wheels a fine 1973. Registrata nell'ottobre dell'anno precedente, la canzone è simile ad Heart of the Country, inclusa sull'album Ram. Pianificata per Red Rose Speedway quando ancora era ipotizzato come doppio album, venne inclusa come bonus track sia di questo che di Band on the Run. Venne registrata da Paul e Linda McCartney, Denny Laine, Henry McCoullogh e Denny Seiwell, a differenza dell'a-side.